# Алфа Ромео 1750
Алфа Ромео 1750 е италиански седан от висок клас, произвеждан от 1968 до 1977.

## История
Официалното представяне на модела е в началото на 1968 г., заедно със спортните версии – GT и Spider, но производството вече беше започнато в края на 1967 г., така че новият 1750 беше незабавно достъпен за клиентите, без да се налага да чакат месеци за доставката му.Автомобилът е снабден с четирицилиндров двигател:1779 куб.см. с петстепенната механична скоростна кутия, синхронизирана с хидравличен съединител.1750 е оборудван със SPICA инжекцион за пазара на САЩ.

## Производство
Автомобилът се произвежда, в завода на компанията в Арезе. Общо са произведени над 100 000 екземпляра.